# Mathieu Schiller
Pour les articles homonymes, voir Schiller.
Mathieu Schiller est un bodyboardeur français né le 14 avril 1979 aux Ulis et mort le 19 septembre 2011 à Saint-Paul de La Réunion.

## Biographie
Arrivé sur cette île du sud-ouest de l'océan Indien à l'âge de six mois, il est vice-champion de France de bodyboard en 1993, champion de France en 1994, puis champion d'Europe par équipe en 1995. 
Maître nageur-sauveteur à compter de 2004, il obtient le brevet d'État d'éducateur sportif en 2007 et crée l'année suivante une école de surf, la Boucan Surf S'cool, puis en 2009 une marque de surfwear appelée Local Brothers et qui commence à sponsoriser des bodyboardeurs réunionnais en 2010. 
Il trouve la mort lors d'une attaque de requin survenue face à la plage de Boucan Canot, à La Réunion.